# Celine Sivertsen
Celine Sivertsen (født 20. april 1993 i Bergen) er en norsk håndboldspiller, der spiller for den franske klub JDA Dijon Handball. Hun kom til klubben i 2020. Hun har tidligere spillet for Randers HK og Tertnes IL.